# 锂电池

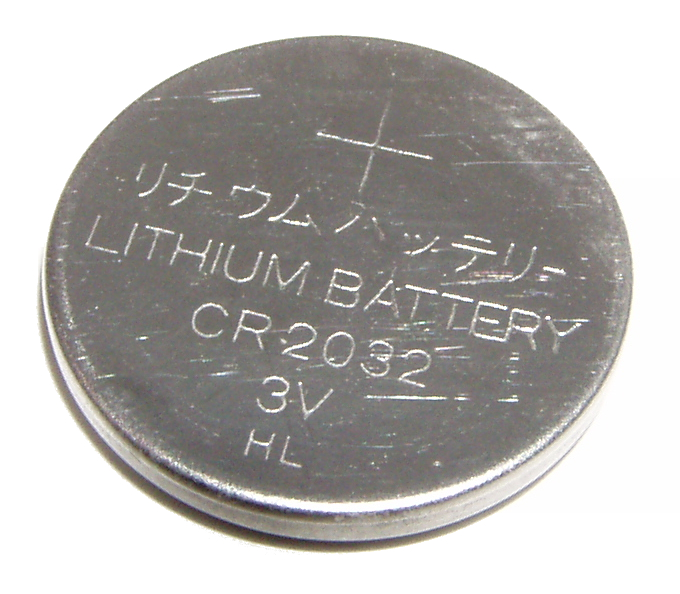
CR2032 鈕扣型鋰電池

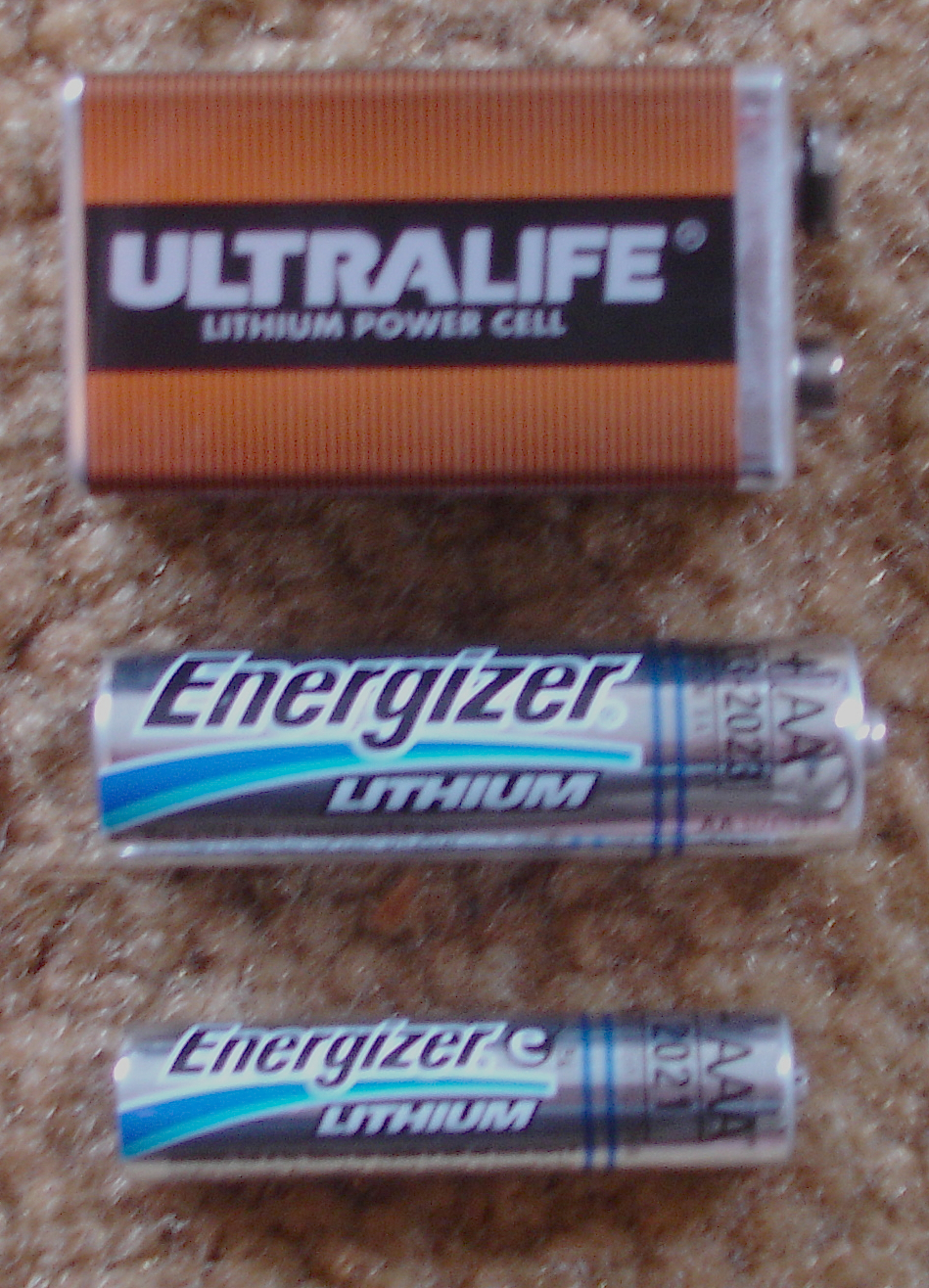
三種锂电池範例

锂电池是以锂金属或锂合金为陽極材料，使用非水电解质溶液的電池，鋰电池與鋰離子電池不一樣的是，前者是一次電池，後者是充電電池。锂电池的發明者是lewis urry。
由于锂金属的化学特性非常活泼，使得锂金属的加工、保存、使用，对环境要求非常高。所以，锂电池长期没有得到应用。随着二十世纪末微电子技术的发展，小型化的设备日益增多，对电源提出了很高的要求。锂电池随之进入了大规模的实用阶段。

## 早期研發
最早得以应用于心脏起搏器中。锂电池的自放电率极低，放电电压平缓。使得植入人体的起搏器能夠長期運作而不用重新充電。锂电池一般有高于3.0伏的标準电压，更适合作積體电路电源。锂二氧化锰电池，就广泛用于计算机、计算器、數位相机、手表中。
为了开发出性能更优异的類型，人们对各种材料进行了研究。从而制造出前所未有的产品。比如，锂二氧化硫电池和锂亚硫酰氯电池就非常有特点。它们的正极活性物质同时也是电解液的溶剂。这种结构只有在非水溶液的电化学体系才会出现。所以，锂电池的研究，也促进了非水体系电化学理论的发展。除了使用各种非水溶剂外，人们还进行了聚合物薄膜电池的研究。

## 拋棄式鋰電池種類
拋棄式鋰電池的化學組成有很多種類，最常見的是鋰-二氧化錳電池，例如CR字頭的圓柱形鋰-二氧化錳電池，包括CR2032、CR123A等。
下表為拋棄式鋰電池的幾個主要種類與IEC 60086標準代號。
| 代號 | 化學成份分類    | 正極                 | 電解液                     | 負極 | 公稱電壓   | 附註                                       |
| ---- | --------------- | -------------------- | -------------------------- | ---- | ---------- | ------------------------------------------ |
| B    | 鋰-氟化石墨電池 | 氟化石墨(一種氟化碳) | 非水系有機電解液           | 鋰   | 3.0V       |                                            |
| C    | 鋰-二氧化錳電池 | 熱處理過的二氧化錳   | 高氯酸鋰非水系有機電解液   | 鋰   | 3.0V       | 最常見的拋棄式性 3V 鋰電池，常簡稱鋰錳電池 |
| E    | 鋰-亞硫醯氯電池 | 亞硫醯氯             | 四氯鋁化鋰非水系有機電解液 | 鋰   | 3.6V或3.5V |                                            |
| F    | 鋰-硫化鐵電池   | 硫化鐵               | 非水系有機電解液           | 鋰   | 1.5V       | 可用來替代一般1.5V鹼性電池，常簡稱鋰鐵電池 |
| G    | 鋰-氧化銅電池   | 氧化銅               | 非水系有機電解液           | 鋰   | 1.5V       |                                            |

## 相關
- 鋰離子電池